# ره وا فو
ره وا فو ( 熱瓦甫 ) هي آلة وترية نقرية يحب أبناء قوميات الويغور والطاجيك والأوزبك العزف عليها
. ظهرت هذه الآلة في القرن الرابع عشر الميلادي، أي أن تاريخها يعود إلى قبل أكثر من ستمائة سنة. وفي تلك الفترة كان لمنطقة شينجيانغ تبادل اقتصادي وثقافي كثير مع القوميات المختلفة داخل الصين وخارجها، الأمر الذي ساعد أبناء قومية الويغور مع فهم خصائص الآلات الموسيقية الأخرى واخترع بعض الآلات الموسيقية الجديدة على أساس آلاتهم القومية التقليدية، وتجسد ذلك في آلة ره وا فو.
غالبا ما تصنع آلة ره وا فو من الخشب بشكل خاص، لها ذراع طويل رفيع طرفه الأعلى أعوج، وفي طرفه الأسفل علبة رنانة بشكل نصف كرة. ولآلة ره وا فو ثلاثة أوتار أو خمسة أوتار أو ستة أو سبعة أو ثمانية أو تسعة أوتار. والمعتاد هو أن ينقر العازف الوتر الخارجي لينتج اللحن، وترنّ الأوتار الأخرى مصاحبة له. ويوجد منها عدة أشكال
يطلق عليه اسم (رُباب) أيضا كما في الإنجليزية (Rubab) وكذا الأردية (رباب)، ويُعَدُّ الرباب أحد أقدم الآلات الموسيقية التقليدية في جنوب آسيا، ويحتل مكانة متميزة في التراث الثقافي الباكستاني. يُعتقد أن أصل الرباب يعود إلى أفغانستان، لكنه انتشر وانتعش بشكل خاص في المناطق الشمالية الغربية من باكستان، مثل خيبر بختونخواه والمناطق القبلية المجاورة.